# Liocarcinus zariquieyi
Liocarcinus zariquieyi is een krabbensoort uit de familie van de Polybiidae. De wetenschappelijke naam van de soort is voor het eerst geldig gepubliceerd in 1968 door Gordon.